# Zmente.to
Zmente.to je pražský internetový projekt, který od 3. března 2017 veřejnosti umožňuje posílat podněty, stížnosti a pochvaly v oblasti pražské dopravy a souvisejících oblastí (veřejná prostranství, veřejné osvětlení) na jednotné místo, přes mobilní aplikace a webové stránky. Ačkoliv je projekt určený pro podněty určené pracovníkům magistrátu a jeho podřízeným organizacím, na stránkách projektu původně nebyl uveden jako provozovatel žádný útvar Magistrátu hlavního města Prahy a jedinou osobou, která byla jako iniciátor a provozovatel projektu na jeho webové stránce a při komunikaci s občany uváděna, byl Petr Dolínek, náměstek primátorky hlavního města Prahy a radní pro oblast dopravy. Později Dolínkovo jméno ze stránky i z automatických potvrzovacích zpráv zmizelo a na stránce „o projektu“ se objevila zmínka, že projekt spadá do gesce Odboru rozvoje a financování dopravy Magistrátu hl. m. Prahy. Po nasazení lehce modifikované verze v pondělí 15. července 2019 magistrát 19. července 2019 spustil tiskovou kampaň, ve které oznámil, že Praha aplikaci „znovu spustila“, přičemž za obnovenou verzí stojí městská společnost Operátor ICT.

## Pražský a světový kontext
Některé městské části (Praha 10, Praha 13) propagovaly už mnoho let možnost zasílat na speciální e-mailové adresy úřadu městské části MMS podněty, kterým byly věnované samostatné stránky na jejich webech. Podle článku ze 13. února 2017 používalo různé mobilní aplikace, které obvykle zahrnují i možnost hlášení závad či zasílání podnětů, už 8 velkých městských částí (například Praha 7, Praha 4, Praha 13, Praha 10, Praha 6, Praha 1 a Praha 12) a další tři (Praha 11, Praha 3 a Praha 8) byly nedlouho před spuštěním, zmíněna byla i chystaná městská aplikace Zmente.to. Praha 7 se chystala nahradit mobilní aplikaci webem přístupným bez nutnosti instalovat aplikaci. Vlastní aplikace neměly Praha 2 a Praha 9, Praha 14 čekala na celoměstskou aplikaci.
Ve Vídni funguje od února 2017 obdobná aplikace Sag’s Wien (Řekni to Vídni), kterou bylo do začátku října 2017 podáno přes 10 100 podnětů a z toho přes 9800 vyřešeno. Pro rychlé vyřízení podnětů zajistil vídeňský magistrát i operativní skupinu rychlého nasazení, která se o podněty obyvatel napříč městem stará.
Brno za mobilní aplikací na hlášení závad (webová verze projektu Brňáci pro Brno však fungovala již od roku 2010) získalo 22. listopadu 2017 prvenství v soutěži Smart Cities.
V polovině dubna 2010 magistrát spustil internetové stránky Praha podle vás, kde mohl každý občan upozornit na potřebu opravy nebo navrhnout vylepšení konkrétního místa v Praze. Jednotlivý podnět byl nazýván „projekt“. Vedle internetových stránek bylo možné podat návrh na opravu či vylepšení prostřednictvím SMS nebo na bezplatné telefonní lince 800 400 105 a do budoucna se počítalo s využitím aplikace pro sociální síť Facebook. Zřejmě šlo o jednorázový projekt, v srpnu 2010 bylo vyhlášeno 10 vítězných projektů, později web již nebyl funkční.
Paralelně vznikaly i nezávislé projekty, aktivistické i komerční, například Výmoly.cz od ledna 2011, Chodci sobě od února 2012 (pouze s pražskou působností), či ZmapujTo, který se od května 2012 zaměřovala na černé skládky a v březnu 2014 rozšířila působnost na celou škálu závad a problémů. V roce 2015 tři česká města navázala spolupráci se slovenským projektem City Monitor, z toho však pouze v Kroměříži projekt alespoň v malé míře fungoval. Vlastní systém hlášení závad a nedostatků nabízí obcím i společnost T-Mapy, se kterou kromě řady měst a obcí spolupracuje i pražská městská část Praha 2.
Konkurenční aplikaci Zlepšeme Česko (ZmapujTo) má v Praze v roce 2019 nainstalovanou asi 30 tisíc lidí, a společně s platformou Mobilní rozhlas ji využívají městské části Praha 7 a Praha 10, zapojit se plánovaly Praha 5, Praha 15, Praha 1, Praha-Zbraslav či Praha-Ďáblice, ale v té době bylo možno hlásit závady z kteréhokoliv území (od poloviny roku 2024 lze hlásit už jen konkrétním zapojeným subjektům).

## Historie
Záměr projekt do měsíce naplno spustit oznámil radní Petr Dolínek v pátek 3. února 2017. Náklady na projekt přitom neuvedl s tím, že se aplikace teprve doprogramovává.
Vedoucím projektu byl Jaroslav Mach z Odboru rozvoje a financování dopravy hlavního města Prahy.
Projekt byl spuštěn v ostrém provozu 3. března 2017. Projekt je dostupný na webové adrese www.zmente.to a alternativně též na adrese www.zmenteto.cz, též je dostupný jako mobilní aplikace pro iOS a Android, distribuované přes Apple Store a Google Play. Součástí projektu původně měl být pravidelný chat s radním Petrem Dolínkem, který se měl konat vždy jednu hodinu měsíčně. V prvních 7 měsících přibližně polovina podnětů přišla přes webovou stránku, druhá půlka prostřednictvím mobilních aplikací. Přes operační systém Android poslali lidé 64 procent podnětů z aplikací, přes operační systém iOS 36 procent.
Do projektu se v první fázi zapojil Dopravní podnik hl. m. Prahy, ROPID a Technická správa komunikací hl. m. Prahy, pro druhou fázi město počítalo i se zapojením dalších městských organizací. Tyto tři organizace byly vybrány proto, že řeší nejvíce podnětů, až 35 tisíc za rok. DPP jich za rok 2016 řešil 17 991, TSK 10 655 a ROPID 6 523.
Spuštění projektu provázela vlna popularizace, kromě tiskových zpráv to byly zejména propagační letáčky vyvěšené na téměř všechny zastávky MHD v Praze.
5. září 2017 si hlavní město Praha objednalo u společnosti Ewing Public Relations, s.r.o. administrativní podporu projektu zmente.to, která spočívá v obsazení pozice pracovníkem v rozsahu 8 hodin v pracovních dnech v době od 8 do 16:30 hodin dle potřeby a po předchozí dohodě, a to za jednotkovou cenu 200 Kč/h bez DPH, a to v maximální ceně 90 000 Kč. Na základě smlouvy (objednávky hlavního města Prahy) z 10. října 2017 provoz služby spojené s provozem aplikací a webových stránek, tedy hosting, správu a úpravy webu, backoffice a úpravy a rozvoj databáze podnětů a jejich zpracování na základě průběžných požadavků zadavatele vzniklých ze zkušeností s provozem a zpracováním podnětů, zajišťovala společnost mForce s.r.o. za cenu 396 300 Kč bez DPH, doba plnění byla od uzavření smlouvy do konce roku 2017. 10. října 2017 město Praha uzavřelo též smlouvu se společností PROCUSYS SERVICES a.s. na stejnou dobu na administrativní zajištění projektu zmente.to v rozsahu maximálně 348 hodin při sazbě 168 Kč/h.
Na jednání komise Rady hl. m. Prahy pro ICT dne 9. dubna 2019 bylo zmíněno, že je aktuálně plánováno mimo jiné převzetí provozu a rozvoje projektu Změňte.to společností Operátor ICT a že do projektu Změňte.to mají být přidávány další oblasti a zapojeny v rámci celoměstské koncepce rozvoje IT všechny městské části. O aktuálním stavu aplikace Změňte.to komisi informoval David Lísal, magistrátní manažer rozvoje IT systémů, přítomný na jednání jako host, a představil návrh frontend dát na OICT a dokončení adminu řešit samostatně, případně ve spolupráci s OICT.
MF Dnes v článku 10. dubna 2019 informovala o záměru města svěřit správu projektu společnosti Operátor ICT, která by měla systém zefektivnit. Má posílit spolupráci s městskými částmi a společnostmi a zjednodušit, zefektivnit a automatizovat třídění podnětů. Záměr prezentoval Jaromír Beránek, předseda výboru městského zastupitelstva pro IT a Smart City.
15. května 2019 si hlavní město Praha objednalo o své společnosti Operátor ICT „migraci a provoz systému Změňte.to“ v ceně 669 200 Kč bez DPH (809 732 Kč s DPH), přičemž smlouva se vztahuje pouze na plněné do 30. června 2019. 26. června 2019 uzavřelo hlavní město Praha se společností Operátor ICT smlouvu na „rozvoj systému Zmeňte.to“ za cenu 996 840 Kč bez DPH (1 206 176 Kč s DPH). Cena se dle smlouvy skládá z 600 000 Kč za administrační modul systému (plnění do 31. 8. 2019), 381 840 Kč za 472 hodin práce na úpravě systému a aplikace (plnění do 31. 7. 2019) a 15 000 Kč za registraci ochranné známky (plnění do 31. 6. 2019).
V polovině července 2019 primátor Zdeněk Hřib v rozhovoru pro digibiz zmínil, že vedení města chce resuscitovat aplikaci Moje Praha a integrovat do ní například aplikaci Změňte.to, kterou chce rovněž resuscitovat, a další aplikace.
Nejpozději v pondělí 15. července 2019 po půlnoci byla nasazena na web nová verze uživatelského rozhraní. Magistrát spustil tiskovou kampaň až tiskovou zprávou v pátek 19. července 2019, ve které oznámil, že Praha „znovu spustila“ aplikaci Zmente.to (předtím však magistrát nikdy neinformoval o tom, že by její provoz byl nějak přerušen či omezen), přičemž za obnovenou verzí stojí městská společnost Operátor ICT, která převzala vývoj aplikace i proces vyhodnocování a správy podnětů, aby tak napravila největší nedostatky v předchozí verzi a zajistila další rozvoj aplikace. To by mělo podle tiskové zprávy magistrátu pomoci zkrátit dobu na vyřizování podnětů, aplikaci sloučit s aplikací Moje Praha a dát ji k užívání všem městským částem.   Primátor Zdeněk Hřib oznámil v pátek 19. 7. 2019 v 5:02 hodin na své veřejné facebookové stránce, že „dnes jsme spustili vylepšenou verzi aplikace“, přičemž pod jeho příspěvkem za vývojáře systému odpovídal jakýsi Jan Hora, který zde mimo jiné uvedl: „obnovil se proces předávání podnětů (který byl několik měsíců nefunkční)“.
Nová verze podle ředitele OICT přináší dvě hlavní novinky: „úprava uživatelského rozhraní posouvající aplikaci směrem k větší přehlednosti a intuitivnosti zadávání podnětů“ a přidání funkce „hodnocení úřadu“. Ve skutečnosti změna spočívala v tom, že počet 8 tematických oblastí podnětů byl snížen na 5, následný dialog byl však pro všechny tematické okruhy sjednocen, tedy zmizely specifické kolonky např. pro číslo sloupu veřejného osvětlení, evidenční číslo vozu MHD atd. Formulář si začal u všech podnětů povinně vynucovat zadání data a času s přesností na pětiminuty (bez ohledu na to, zda to vzhledem k povaze podnětu má smysl), přičemž toto zadání nelze provést méně než čtyřmi kliknutími. Přibyla možnost neuvést e-mailovou adresu odesílatele, tuto volbu však musí odesílatel zvlášť zaškrtnout v nově přidaném okénku, přičemž tuto adresu formuláře ani po inovaci nepředvyplňuje, ale odesílatel ji musí pro každé hlášení znovu vyplnit. Z hlediska transparentnosti a zpětné vazby se nezměnilo nic, veřejnost nemá možnost si zobrazit v mapě ani v žádném seznamu evidované podněty, a ohlašovatel ani po „inovaci“ nemá on-line přístup k informacím o stavu řešení podnětů, které nahlásil.
27. února 2020 si město objednalo u OICT provoz systému na 6 měsíců (od února do července 2020 včetně). Cena je složena z pevné sazby 18 233 Kč/měsíc (= 109 398 Kč za 6 měsíců) a sazby 108 Kč za každý přijatý podnět (se zastropováním na 712 800 Kč za dobu platnosti smlouvy). Maximální cena variabilní položky je vypočítaná z průměrného počtu přijatých podnětů za předchozí období, navýšeného o 10 %.

## Popis
Na úvodní stránce lidé v původní verzi našli devět ikon, za kterými se skrýval seznam tematických podoblastí, z nichž mnohé byly obsaženy duplicitně ve více oblastech: 
- veřejná doprava (ikonou je logo PID): podoblasti pravidelnost provozu, trasy linek, zastávkový sloupek, zastávka a okolí, jízdní řády, tarif a přepravní podmínky, spokojenost s lidmi, lítačka a validátor, automat na jízdenky, stav vozidla, ostatní podněty)
- cyklisté (symbol cyklisty): dopravní značky, značení cyklotras, nová cyklostezka, změna cyklostezky, uzavírka či omezení, rizikové místo, ostatní podněty
- bezbariérovost (symbol vozíčkáře): obtížný přístup, překážka v pohybu, kvalita služeb, vylepšení přístupu, bezbariérové spoje, bezbariérové značení, poškozený povrch, uzavírka či omezení, rizikové místo, ostatní podněty)
- doprava (symbol automobilu): dopravní značení, plynulost provozu, poškozená komunikace, bezbariérovost, špatné odvodnění, vylepšení komunikací, semafory, veřejné osvětlení, uzavírka či omezení, rizikové místo, autovraky, ostatní podněty)
- komunikace (symbol silnice): dopravní značení, nepořádek, poškozená komunikace, bezbariérovost, špatné odvodnění, vylepšení komunikací, semafory, veřejné osvětlení, uzavírka či omezení, rizikové místo, autovraky, ostatní podněty
- pěší (symbol chodce): vylepšení pěších tras, překážka v pohybu, značky, uzavírka či omezení, rizikové místo, ostatní podněty
- městská zeleň (symbol stromů): péče o zeleň, nepořádek, ostatní podněty
- veřejná prostranství (symbol lavičky): nepořádek, poškozený povrch, bezbariérovost, špatné odvodnění, vylepšení prostranství, veřejné osvětlení, překážka v pohybu, soužití-komunita, vybavení-mobiliář, rizikové místo, autovraky, ostatní podněty
- chat s Petrem Dolínkem (symbol komiksových bublin)

Podle původního záměru oznámeného v únoru 2017 měl mít projekt 6 kolonek: MHD, cyklistiku, dopravu na komunikacích, zeleň, veřejné prostranství a městský mobiliář. Dodatečně tedy přibyly oblastí pěších a bezbariérovosti, komunikace byly odděleny od dopravy na nich a mobiliář byl sloučen s veřejnými prostranstvími.
Uživatel klikne na příslušnou ikonku tematické oblasti, čímž se mu otevře příslušný seznam tematických podoblasti. Po kliknutí na jednu z podoblastí se otevře dialogový formulář ve velikosti obrazovky smartphonu na výšku, v němž v horní části lze zvolit lokaci pomocí klasické nebo satelitní Google mapy, v dolní části zadavatel podnětu vyplní text svého námětu, připomínky či pochvaly, u některých témat se zobrazí ještě další kolonky specifické podle typu podnětu, například číslo sloupu veřejného osvětlení, evidenční číslo vozu, datum a čas, linka, zastávka, směr jízdy, trasa. V závěru dialogového formuláře uživatel povinně vyplňuje své jméno a příjmení a e-mailovou adresu, na tu mu pak přichází jak kopie zadané zprávy, tak informace o jejím dalším řešení. Jako přílohy lze k podnětu připojit až 3 fotografie.
V červenci 2019 byla nasazena upravená verze webového rozhraní, kde místo 9 ikon je pouze 6, z toho 5 pro běžné podněty a 1 nová speciální pro anonymní hodnocení úřadů. 
- veřejná doprava (zastávky, dostupnost)
- silnice a chodníky (cyklisté, doprava)
- úklid a zeleň (veřejná prostranství)
- osvětlení (poruchy, poškození)
- ostatní (ilegální reklama, bezbariérovost)
- hodnocení úřadu

V této verzi již uživatel dále nevolí tematickou podoblast a formuláře a zadávací dialog jsou pro všechny tematické oblasti zcela shodné. Nezobrazují se tedy již speciální kolonky pro konkrétní typy podnětů nebo zařízení. Lokalizaci v mapě a datum a čas s přesností na pětiminuty si systém vynucuje u všech typů podnětů bez ohledu na to, mají-li tyto údaje pro daný druh podnětu smysl.
Za systémem neměl být automat, ale „živý člověk se znalostí magistrátu a jeho institucí“, který bude vědět, kam podnět co nejrychleji poslat. Havarijní případy mají být řešeny „hned“, ostatní do měsíce.
Magistrát nevěděl, kolik z podaných podnětů bylo vyřízeno, například havarijní stavy či nepořádek se údajně řeší okamžitě a zpětnou vazbu už poté tým zmente.to nedostává.
Na rozdíl od obdobných projektů aktivistů či městských částí projekt Změňte.to nezveřejňuje seznam podaných podnětů ani je nezobrazuje v mapě.

## Statistika podnětů
Do 21. června 2017 do systému přišlo 2972 vzkazů, v průměru 25 denně, v květnu již 45 denně. Stavu komunikací se týkalo 24 % všech podnětů, veřejných prostranství se týkalo 21 % podnětů, 20 % podnětů se týkalo veřejné dopravy. Nejvíce využívané byly kategorie poškozená komunikace (238), nepořádek (145), rizikové místo (103), zastávka a okolí (98), péče o zeleň (88).
Za prvních 7 měsíců (do 3. října 2017) do systému přišlo 5738 připomínek a podnětů, z nichž bylo vyřešeno několik set, přesný počet magistrátní mluvčí Vít Hofman pro ČTK neuvedl. Nejvíce jich míří ke stavu komunikací a veřejných prostranství nebo k systému veřejné dopravy. Z 5738 podnětů se 625 týkalo poškozené vozovky nebo chodníku, 486 se týkalo nepořádku na veřejných prostranstvích, 72 podnětů se týkalo veřejného osvětlení, další podněty se týkaly například dopravního značení, dopravně rizikových míst, chybějících či poškozených laviček a dalšího vybavení v ulicích. Kolem tisíce podnětů se týkalo veřejné dopravy, z toho nejvíce se týkalo stavu zastávek MHD, 140 podnětů se týkalo pravidelnosti provozu a 112 podnětů linkového vedení.
V roce 2018 přišlo prostřednictvím mobilní aplikace i webové stránky 7544 podnětů, od března 2017 celkem 17 732 podnětů. Průměrný počet podnětů za den oproti prvnímu roku provozu mírně poklesl z 22 na 20.
Provoz aplikace ročně stojí zhruba 3,5 milionu Kč.

## Kritika
V souvislosti s mobilními aplikacemi, které vyvíjejí městské části, se v únoru 2017 (těsně předtím, než radní Dolínek vystoupil se záměrem celoměstského projektu Zmente.to) vyjádřil Ondřej Profant (Piráti), zastupitel hlavního města a člen komise rady města pro ICT, že by městské části neměly vyvíjet mobilní aplikace, protože technika jde rychle dopředu, a aby mohla konkurovat, je třeba ji neustále obnovovat, modernizovat, což státní správa nedokáže, protože než vypíše veřejnou zakázku a vše zrealizuje, je už pozdě, a dále bývají takové zakázky předražené ve vztahu k tomu, co dokážou a nabízejí. Naopak je podle něj třeba, aby městské části dávaly k dispozici data, z nichž pak mohou odborníci vytvořit funkční a moderní aplikaci, tj. postupovat skrz opendata a participaci s lidmi.
Deník Metro nový web vyzkoušel tak, že hned po spuštění aplikace jako běžní občané upozornil na provizorně plechem překrytou díru v silnici na autobusovém nádraží Smíchov, o které začátkem února deník psal. Dopravní podnik tehdy deníku Metro slíbil, že problém vyřeší do konce května. Za 26 dnů po podání podnětu tým Zmente.to poslal zadavateli podnětu odkaz na článek na webu Metro.cz s tím, že se tam může dočíst, jak bude problém vyřešen. Upozornění na černou skládku v lese u Vrbovy ulice v Braníku, kde leží rozpadlá postel, poslali novináři 14. března, a ještě 28. března byla postel v lesíku.
Pražský deník v červnu 2017 zmiňuje projekt Změňte.to mezi dvěma magistrátními „moderními technologiemi“, které se nedají hodnotit jednoznačně pozitivně. Deník cituje dva kritické ohlasy, např. „Aplikace sama o sobě je ok. Pro alibistické odpovědi pracovníků na druhé straně ji však nebylo třeba vyvíjet. Na to úplně stačil email.“ či „Aplikace OK. Komunikace je velmi špatná.“ Zastupitel Ondřej Profant (Piráti) kritizuje, že aplikaci využil pan radní ke svému vlastnímu zviditelnění a propagaci.
Zakladatel konkurenční platformy Ondřej Švrček v roce 2019 uvedl, že pražské městské části si začínají čím dál více uvědomovat potřebu celorepublikové aplikace pro všechny občany, protože jen tak lze zajistit opravdu systémový přístup k nahlašování a odbavování podnětů.
MF Dnes v článku z dubna 2019 připomíná, že v aplikaci Změňte.to na rozdíl od komerčních aplikací nemůže uživatel v reálném čase sledovat, jak se jeho podnět řeší.
Článek MF DNes z dubna 2019 rovněž připomíná, že uživatele odrazuje v některých případech pomalé řešení problémů. Městský radní Adam Zábranský to přičítá tomu, že není vyhrazená dostatečná pracovní síla, která má podněty třídit a přesměrovávat.
Podle radního Prahy 7 Jiřího Knitla je magistrátní aplikace vlastně taková mailová křižovatka, přes kterou občan komunikuje s úředníkem. Nevidí ale nic na mapě, nevidí historii.
Radní Prahy 7 Jiří Knitl vyjádřil názor, že obec není tím, kdo by měl tvořit aplikace, a že Praha by měla využít spíš něco, co už na trhu existuje. Podle městského radního Adama Zábranského může být využívání komerčních aplikací výhodné z krátkodobého hlediska, ale Praha je dost velká na to, aby mohla mít ambici vytvořit něco vlastního, už jen proto, aby všechna data patřila městu a aby město nebylo závislé na jedné firmě, která může změnit cenovou politiku.
V recenzích mobilní aplikace na Google Play se objevuje i chvála nápadu či mobilní aplikace:
- „Aplikace je v pohodě a funguje. Předávání podnětů příslušným úřadům funguje rovněž dobře.“ (Borg2of3 Borg, 22. 1. 2019)
- „Jinak v Praze nejúčinnější app.“ (Milan Riečan, 22. 1. 2019)
- „Nápad chvályhodný, nicméně nefunguje…“ (Radek Churaň, 5. 12. 2018)
- „Aplikace jako taková mi vyhovuje, jen…“ (Jan Kolár, 1. 10. 2018)
- „Aplikace je vcelku OK.“ (Václav Hrdina, 4. 10. 2019)
- „Apka jako taková funguje dobře, nicméně…“ (Jan Jirka, 16. 4. 2017)
- „Nápad skvělý, aplikace slabší, výsledek naprosto žádný…“ (Pavel Bláha, 7. 12. 2017)
- „Nápad i aplikace super, bohužel zatím…“ (Michal Stráník, 8. 2. 2018)
- „Zatím dobré a můj první podnět celkem rychle vyřešen.“ (Zdeněk Kaplan, 12. 3. 2018)
- „Dobrý nápad. Otázkou je, zdali to bude fungovat v reálu. Budeme doufat.“ (Michal Kadavy, 12. 9. 2017)
- „Skvělé!“ (Uživatel Googlu, 11. 8. 2017)
- „Aplikace sama o sobě je ok.“ (Martin Husák, 4. 6. 2017)
- „Aplikace funguje bez chyby, nemám žádné výtky ke scrollbaru apod.“ (Tomáš Kříž, 16. 5. 2017)
- „Naprosto úžasnej nápad, aplikace samotná se také vyvedla.“ (Petr Fridrich, 14. 7. 2017)
- „Dobrý počin.“ (Robert Pechač, 31. 7. 2017)
- „Aplikace OK“.  (Roman Pešta, 8. 6. 2017)
- „Zatím funguje bez chyby.“ (Zdeněk Holeček, 29. 3. 2017)
- „No konečně. Pořád je v tom městě co zlepšovat a teď už nemusím přemýšlet, kam to poslat.“ (Jaroslav Mach, 5. 3. 2017) (poznámka: stejně se jmenuje vedoucí oddělení rozvoje dopravy,[30] který projekt za MHMP řídí)
- „Super apka!!!!!“ (Niki Slaninová, 11. 3. 2017)

Některé recenze hodnotí nápad v kontextu:
- „Po vzoru lepší místo..jen doufejme, že to k něčemu bude..lepší místo vyšumělo.“ (Breakstep, 13. 5. 2017)
- „nápad nikterak originální, provedení àla státní správa (nahoře huj, podtim fuj), výsledek, vzhledem k tomu, že to je jenom jednoduchý bonz blog formulář je poněkud rozpačítý… dávám 2* za snahu…“

V recenzích převažuje zásadní nespokojenost se způsobem vyřizování:
- „bohužel zatím výsledek pouze ztráta času, protože úřady umí pouze odpovědět, proč nic nebudou dělat případně neodpoví vůbec.“ (Michal Stráník, 8. 2. 2018)
- „Problém je, že úředník problém smete ze stolu a vždy se najde důvod, proč něco nejde. Možná je to tím, že jsou zavaleni papírováním a tak jim na důležité věci nezbývá čas.“ (Borg2of3 Borg, 22. 1. 2019)
- „urednicka masinerie se neunavuje ani odpovedet, natoz aby se spravil napr. chodnik. Kdyz uz nekdo odpovi, je z emailu citit takovy to co votravujes. Nicmene apku budu pouzivat dal, protoze dokud to ty urednicky bude prudit a nepochopej, o co jde, budu to povazovat za neskodny konicek.“ (Jan Jirka, 16. 10. 2017)
- „Pro alibisticke odpovedi pracovniku na druhe strane ji vsak nebylo treba vyvijet. Na to uplne stacil email.“ (Martin Husák, 4. 6. 2017)
- „Naprosto zbytečná aplikace, která funguje jako generátor alibistických odpovědí. Po měsíci od nahlášení porouchaného parkovacího automatu přišla odpověď, že "podnět předali příslušnému úřadu, ale dosud nedostali odpověď". Čekal bych spíš montéra od TSK (nebo koho to vlastně je), který půjde ten automat spravit, a ne odpověď od úřadu. A tak bych mohl pokračovat dál, konce by to nemělo.“ (Pavel Jůn, 16. 12. 2017)
- „Vše končí ve stoupě. Přijde jen automatická odpověď a dál se nic neděje. Co také chtít od prolhané socanské verbeže.“ (Petr Sykora, 27. 6. 2017)
- „NEFUNGUJE, nikdo Vám na dotaz neodpoví, technickou závadu nikdo neopraví… (…) Kdyby alespoň byla reakce, ale není!“ (Jaroslav Vojtěcký, 14. 6. 2017)
- „Nápad skvělý, aplikace slabší, výsledek naprosto žádný.... Po roce od podnětu se dozvíte, ze už to nestihnou (v tom minulém roce) vyřešit, protože už je vyčerpaný rozpočet :-) Jak ďábelské.“ (Pavel Bláha, 7. 12. 2017)
- „Zaměstnanci magistrátu takové podněty jen přeposílají a to s několikadenním zpožděním. (…) V případě naší městské časti je několikanásobně jednodušší a rychlejší se obrátit přímo na konkrétní odbor.“ (Jan Kolár, 1. 10. 2018)
- „Hlásil jsem několik podnětů, je pravda, že všechny byly vyřešeny, některé ale za opravdu dlouhou dobu.“ (Václav Hrdina, 4. 10. 2019)
- „Navíc pracovníci vyřizující podněty se jako ve správném korporátu podepisují pouze křestním jménem. Asi aby se nedalo dohledat, kdo vlastně daný blábol vygeneroval. Smutné.“ (Pavel Jůn, 16. 12. 2017)
- „Nikdo ani po dvou měsících na námět neodpověděl.“ (Lukáš Pikora, 11. 9. 2017)
- „Neodpovídají úplně na každou otázku.“ (Moskac Moskac, 13. 6. 2017)
- „Aplikace sice funguje, ale nahlášený problém neřeší.“ (David Jansa, 12. 7. 2017)
- „Bohužel reakce a zpětná vazba prakticky nulová.“ (Petr Fridrich, 14. 7. 2017)
- „Komunikace je velmi špatná. Kvalita prace magistratu hodnotit nelze. Tedy mazu.“ (Roman Pešta, 8. 6. 2017)
- „Nerušit, ANO vládne a řeší svůj bordel appkou“ (Petr Brož, 2. 5. 2017)
- „Od státní správy nic nečekejte“ (Zdeněk Jakubec, 17. 3. 2018)

Mnozí recenzenti si všímají chybějících či nedomyšlených funkcí.
Mezi nejčastější stížnosti patří nemožnost vytvoření vlastního profilu a nutnost opakovaného ručního vyplňování osobních údajů odesílatele:
- „Chybi ale moznost zadat vlastni profil, pro kazdy podnet tak nutno vse znovu a znovu rucne vyplnovat.“ (Robert Pechač, 31. 7. 2017)
- „Chybí možnost vytvořit si profil, takže pořád dokola musím vypisovat jméno a mail.“ (Jakub Stránský, 1. 7. 2017)
- „profil - uložení údajů do souboru v local_storage. To opravdu teď musím dokola opisovat jméno a mail při každém podnětu? Pokud by byl profil vytvořen, aplikace soubor načte a předvyplní pole.“ (Pavel Martinec, 4. 5. 2017)
- „Uvítal bych možnost profilu, abych vypsal jméno a email pouze jednou….“ (Tomáš Kříž, 16. 5. 2017)
- „profil kvůli opakovanému zadávání by se opravdu hodil.“ (Moskac Moskac, 13. 6. 2017)
- „Aplikace si ani nepamatuje Vaše iniciály (míněny nacionále?), takže pokaždé musíte znovu vypisovat email, jméno a podobně.“ (Jaroslav Vojtěcký, 14. 6. 2017)

Řada recenzentů upozorňuje na nedostupnost informací o zadaných podnětech a jejich řešení a chybějící zpětnou vazbu:
- „Dále bych ocenil, kdyby byla v aplikaci integrována historie nahlášených podnětů, stav jejich řešení, kterému konkrétnímu úředníkovi byla věc předána (včetně kontaktních údajů) k dořešení a konečně i výsledek, jak byl podnět vyřešen a kdy. Kdyby se šlo do konečného důsledku – až na konkrétního úředníka, který je za danou věc zodpovědný, dost možná by se dořešilo mnohem více podnětů, než když je pod odpovědí podepsán „odbor“ s tím, že věc byla předána k vyřešení.“ (Jan Kolár, 1. 10. 2018)
- „Uvítal bych …přehled odeslaných zprav.“ (Tomáš Kříž, 16. 5. 2017)
- „A navíc chybí informace o průběhu nahlášených problémů. Slouží pouze k nahlášení, ale dál už nezobrazí informaci o průběhu řešení.“ (David Jansa, 12. 7. 2017)
- „Chybi profil, zadané a přehled všech ostatních… asi nema smysl zadavat neco co uz xkrat bylo…“ (Breakstep, 13. 5. 2017)
- „Chtělo by to umožnit ještě zpětně reagovat na vyjádření úředníka. To už aplikace neumožňuje.“ (Borg2of3 Borg, 22. 1. 2019)

Řada připomínek recenzentů směřuje k funkcím a uspořádání zadávacího formuláře:
- „Bylo by dobré vylepšit strukturu pro zadání dotazu. Potřebovala jsem zadat podnět ohledně nových parkovacích zón, bohužel v sekci Doprava chybí. Sekce Doprava a Komunikace se kategorie duplikují.“ (Jaroslava Slunská, 22. 10. 2017)
- „na mnoha místech nelze určit přesnou lokalitu s adresou, protože tam žádné číslo popisné nebo orientační není, takže by pomohla možnost zadat např. číslo lampy veřejného osvětlení“ (Jan Kolár, 1. 10. 2018)
- „V některých kolonkách, by mohla být nápověda (zastávky apd.)“ (Viktor Mašíček, 30. 11. 2017)
- „scrollbar u jednotlivých položek dané kategorie…“ (Pavel Martinec, 4. 5. 2017)
- „Aplikace nepřebírá polohu z EXIFu přiložených fotek.“ (Mirek Hroch, 30. 3. 2017)
- „Málo místa pro text k podnětu“ (Moskac Moskac, 13. 6. 2017)
- „při popisu závady omezená délka textu, takže místo podrobného popisu jen náznak problému.“ (Jaroslav Vojtěcký, 14. 6. 2017)
- „Uvítal bych …možnost konceptů s rozepsanymi zpravami….“ (Tomáš Kříž, 16. 5. 2017)
- „Velmi bych ocenil, kdyby měly konkrétní problémy nastavenou prioritu.“ (Jan Kolár, 1. 10. 2018)
- „Pro nahlášení je nutné souhlasit se zpracováním osobních údajů pro marketingové účely? To je doufám chyba…?“ (Jakub Dolejsek, 1. 6. 2017)

A poměrně často se v recenzích objevují i stížnosti, že aplikace je nepoužitelná nebo špatně funguje:
- „Prosím opravte označování místa. Na mapě to je boj na 2–3 minuty. Né-li to vzdát. Klik až 3. klik a označí se to jinde a ani GPS zde není moc přesná.“ (Milan Riečan, 22. 1. 2019)
- „…nefunguje určování polohy, bez kterého podnět nelze odeslat.“ (Radek Churaň, 5. 12. 2018)
- „Tak poloha sice funguje, teď pro změnu nelze odeslat podnět. Vývojáři by si měli nafackovat.“ (Ivo Patta, 7. 1. 2019)
- „Nefunguje mapa - nejde načíst“ (Marek Janata, 11. 12. 2018)
- „Nenačítá se mapa, nejde odeslat požadavek.“ (Michal Janata, 8. 7. 2018)
- „po aktualizaci androidu se nenahravaji fotografie“ (Richard Fojta, 14. 10. 2018)
- „Stížnost nelze odeslat“ (Radek Smid, 2. 7. 2018)
- „Aplikace mi nefunguje, hlásí mi stále chybný formát emailu,i když ho mám v pořádku. (…) Funguje hůř, než webová aplikace. Ostuda, město by jí mělo stáhnout. Nechápu, jak mohla dostat ocenění Microsoft Awards.“ (Jakub Stránský, 1. 7. 2017)
- „Pokud má emailová adresa první velké, je to bráno jako chyba.“ (Mirek Hroch, 30. 3. 2017)

V recenzích na novou verzi od 16. 7. 2019 převažují technické problémy („po aktualizaci nefunkční, ihned padá do hlášení chyby“, „Aplikace hlásí chybu vůbec se nespustí. Testováno na Redmi note 4.“, „po instalaci se mi aplikaci, pri zamitnuti pristupu k souborum, nepodarilo ani otevrit. ale vzdy mi otevrela svitilnu :-)“, „Nelze spustit bez udělení oprávnění k souborům!“

## Ocenění
V červnu 2017 získal projekt Zmente.to ocenění finalista v kategorii Rozvoj moderního města soutěže Microsoft Awards Czech Republic 2017. Ocenění získávají projekty na platformě Microsoft.